# Ross and Cromarty

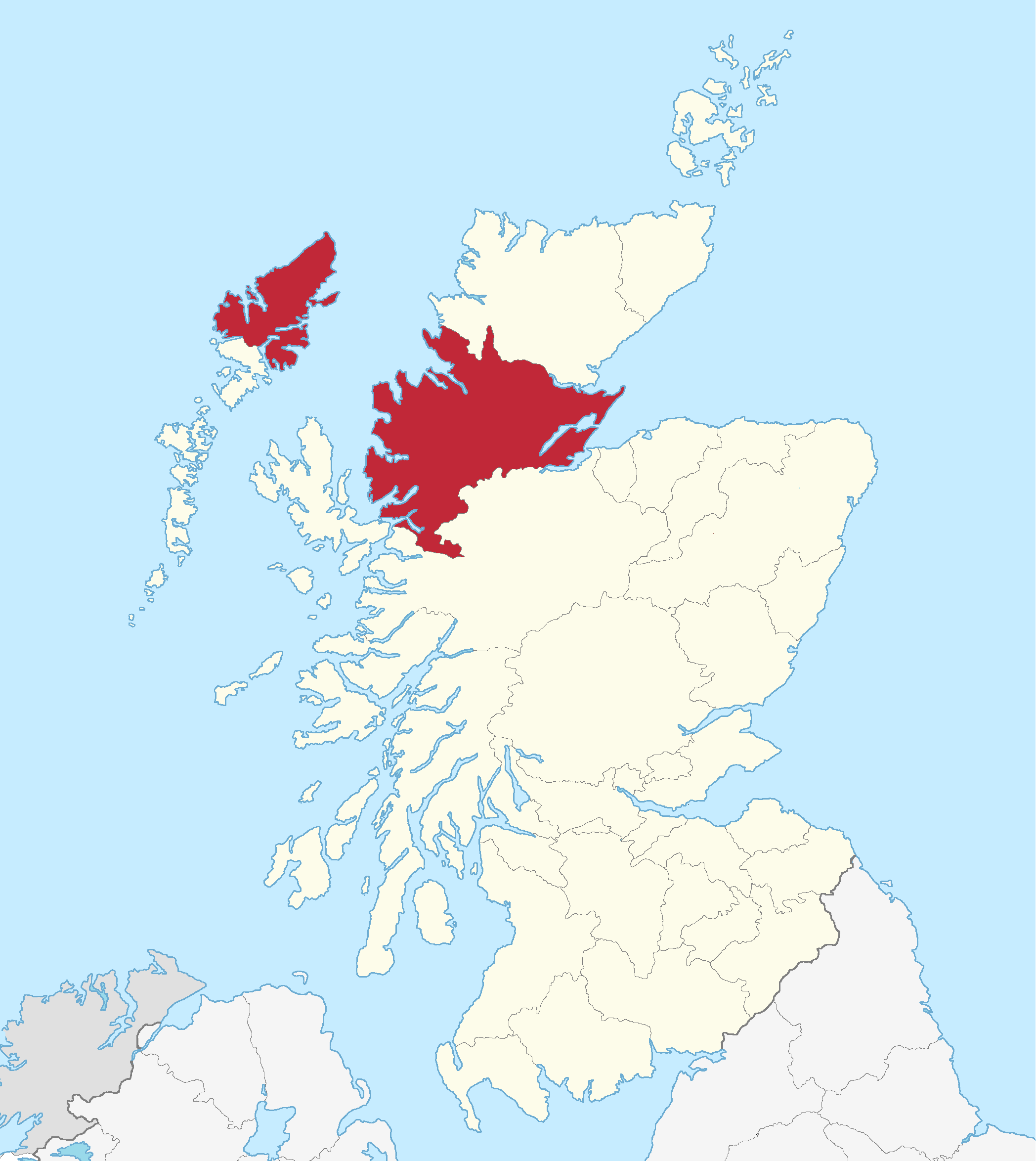
Lage von Ross and Cromarty in Schottland

Ross and Cromarty (schottisch-gälisch Ros agus Cromba) war von 1890 bis 1975 eine Verwaltungsgrafschaft im Norden von Schottland. Verwaltungssitz war die Stadt Dingwall. Ross and Cromarty umfasste eine Fläche von 7971 km².

## Geschichte
Die traditionellen schottischen Grafschaften Ross-shire und Cromartyshire wurden 1889 zur Verwaltungsgrafschaft Ross and Cromarty zusammengeschlossen. 1975 wurde die Verwaltungsgrafschaft aufgelöst und auf den District Ross and Cromarty der Region Highland und den neuen Verwaltungsbezirk Western Isles aufgeteilt. 1996 wurden alle Districts der Region Highland aufgelöst und aus der Region wurde die Council Area Highland gebildet.